# Объект 277
Объект 277 — советский опытный тяжёлый танк. Создан в конструкторском бюро Ленинградского Кировского завода. Серийно не производился.

## История создания
В 1955 году на конкурсных началах в КБ ЛКЗ были начаты работы по созданию тяжёлого танка нового поколения. Главным конструктором по направлению являлся Ж. Я. Котин. Танк разрабатывался в двух вариантах: с дизельным двигателем — Объект 277 и с газотурбинным — Объект 278. Работы по созданию танка с дизельным двигателем возглавил Н.М. Чистяков.
Основными предъявляемыми требованиями к новому танку были:
1. Масса: 52-55 т
2. Вооружение: 130-мм нарезная пушка
3. Начальная скорость снаряда: 1000 м/с
4. Двигатель мощностью: 1000 л.с.

К 1957 году были созданы два опытных образца машины. В том же году они с успехом прошли государственные испытания. Через некоторое время одна из машин была продемонстрирована Н.С. Хрущёву, однако первый секретарь скептически отнёсся к новому тяжёлому танку, так как являлся противником традиционных систем вооружения. В результате, к 1960 году все работы по «Объекту 277» были свёрнуты.

## Описание конструкции

### Броневой корпус и башня
Объект 277 разработан с использованием отдельных конструктивных решений тяжёлых танков ИС-7 и Т-10. Корпус сварной, лобовая часть литая. По бортам используются гнутые листы с переменным сечением. Днище корпуса имеет корытообразную конструкцию. Башня, также как и лобовая часть корпуса, литая.

### Вооружение
В качестве основного вооружения Объекта 277 использовалась 130-мм нарезная пушка М-65. Пушка имела двухплоскостной стабилизатор «Гроза», автоматизированную систему управления огнём, ночные приборы стрельбы и наблюдения, а также полуавтоматический механизм заряжания кассетного типа с электроприводом. Возимый боекомплект составлял 26 выстрелов.
Дополнительно с пушкой был спарен 14,5-мм пулемёт КПВТ. Боекомплект составлял 250 патронов.
Снаряды размещались вертикально в замкнутом цепном транспортере, расположенном в задней части боевого отделения на вращающемся полу за границей отката пушки, а гильзы укладывались горизонтально на специальном транспортере, установленном в нише башни. Снаряд автоматически поворачивался в горизонтальное положение и подавался на линию досылания. Далее снаряд на лотке соединялся с гильзой, после чего выстрел целиком за один ход досылателя подавался в камеру орудия. 

### Средства наблюдения и связи
Объект 277 оснащался стереоскопическим прицелом-дальномером ТДП-2С, для осуществления наводки в ночных условиях имелся прицел ТПН-1.
Из средств связи имелась радиостанция Р-113.

### Двигатель и трансмиссия
В качестве силовой установки использовался V-образный 12-ти цилиндровый дизельный двигатель М-850. Двигатель снабжался эжекционной системой охлаждения и нагнетателем. Механическая трансмиссия с механизмами поворота была установлена в один блок с двигателем.

### Ходовая часть
На Объекте 277 использовался гусеничный движитель с гусеницами с металлическим закрытым шарниром. С каждого борта устанавливалось по 8 опорных и 4 поддерживающих катка. Подвеска применялась торсионная, на 1, 2, 7 и 8 узлах имелись поршневые гидроамортизаторы.

### Специальное оборудование
Танк был оснащен системами противоатомной защиты, термодымовой аппаратурой, системой очистки приборов наблюдения и оборудованием подводного вождения.

## Сохранившиеся экземпляры
Единственный сохранившийся экземпляр находится в Танковом музее в городе Кубинка.

## В компьютерных играх
Объект 277 присутствует в MMO-игре World of Tanks как тяжелый танк 10-го уровня СССР